# 台南東門城足球俱樂部
台南東門城足球俱樂部 曾柏翰
台南東門城足球俱樂部（英語：TAINAN DMC FOOTBALL CLUB）是一支台灣足球隊，耕耘台南在地基層選手，是台南最具有知名度與教學力的足球俱樂部，與日本職業足球青訓合作，使用日職青訓方針指導，從幼兒組至成人隊，致力將選手送往日本培訓，於2023年首度成立成人隊，參加2023台灣乙級足球聯賽資格賽。

## 歷史
「台南東門城足球俱樂部」原為2012 年成立的「東門城幼兒足球俱樂部」，取名自坐落台南東區的國定古蹟東門城，從最初的 20 位孩童教學營隊起步，逐漸擴展至現今的台南東門城足球俱樂部。以地方型運動俱樂部的模式經營，構築屬於自己的球場，也在幼兒運動領域上做出許多不同的嘗試，讓孩童在學習足球上富有變化。更透過專業足球課程的設計，幫助各大校院訓練，協助征戰足球聯賽。
2023年正式成立俱樂部所屬競技球隊「台南東門城 Tainan DMC F.C.」，朝向更健全的俱樂部系統邁進。競技球隊以TOP TEAM、U18、U15的成員為主，經過扎實且專業的訓練系統後，參與各大足球聯賽，累積實戰經驗，讓具有潛力與實力的球員能夠擁有一個舞台表現。
2023年台灣乙級足球聯賽資格賽，台南東門城先以6比2大勝半線蒼鷹，之後以0比2輸給台北競技預備隊，1勝1負名列A組第二，無緣晉級。
2024年台灣乙級足球聯賽資格賽，台南東門城三戰全敗，再次無緣晉級台灣乙級足球聯賽。

## 外部連結
- 官方网站
- 台南東門城足球俱樂部的Facebook專頁
- 台南東門城足球俱樂部的Instagram帳戶
- YouTube上的台南東門城足球俱樂部頻道